# Gooren en Krochten
Lange Gooren en Krochten (of: Gooren en Krochten) is een langgerekt natuurgebied van 145 ha dat eigendom is van Staatsbosbeheer.
Het gebied is gelegen ten oosten van de Aa of Weerijs, en op 2 km ten oosten van Wernhout en Zundert. Het gebied wordt naar het oosten toe begrensd door de Belgisch-Nederlandse grens. Van noord naar zuid omvat het de gebieden: Waaijenberg, Lange Gooren en De Krochten. Ten oosten van het terrein, op Belgisch grondgebied, ligt het cultuurhistorisch belangwekkende Kasteel Maxburg.
Het gebied kent vele gradiënten, die van hoog naar laag en van vochtig naar droog lopen. Zo is er het stroomdal van de Goorloop, waarlangs zich de Lange Gooren bevinden. Er zijn verspreid liggende terreinen met naaldbos en met moeras. Ook zijn er plassen, die ontstaan zijn doordat hier vroeger turf werd gewonnen. Voorts zijn er heiderestanten.

## Flora en fauna
Vooral de lagere delen zijn interessant. Er bevindt zich vochtige heide en gagelstruweel. Tot de flora behoort: waterdrieblad, waterviolier, klein blaasjeskruid, groot blaasjeskruid, moeraswolfsklauw, lavendelhei, galigaan en dalkruid. Tot de broedvogels behoren: bruine kiekendief, blauwborst, nachtegaal en kneu.

## Recreatie
Door elk van de drie onderdelen van het gebied loopt een wandelroute. Deze routes kunnen tot één langere route worden gecombineerd.